# Nototriton guanacaste
Nototriton guanacaste är en groddjursart som beskrevs av Good och David Burton Wake 1993. Nototriton guanacaste ingår i släktet Nototriton och familjen lunglösa salamandrar. IUCN kategoriserar arten globalt som sårbar. Inga underarter finns listade i Catalogue of Life.